# Oshakati
Oshakati – miasto w północnej Namibii; ośrodek administracyjny regionu Oshana; 37 tys. mieszkańców (2008). Czwarte co do wielkości miasto kraju. Funkcje handlowo-usługowe i turystyczne; studium nauczycielskie; węzeł drogowy; lotnisko.